# عملة فلبينية من فئة خمسة وعشرين سنتافو
عملة الخمسة والعشرين سنتيمو (25 سنتًا) هي ثالث أقل عملة من فئة البيزو الفلبيني.
خلال الإدارة الإسبانية، كانت قيمة العملات المعدنية1⁄4 دولار إسباني (أو بيزو )، يعادل ريالين، أصدرته إسبانيا وأمريكا الإسبانية، وكان مقبولاً بشكل عام في الفلبين على أنه 25 سنتيموس. ومع ذلك، بعد إصدار عملة العشرين سنتيمو في عام 1864، لم تُصدر عملة بقيمة 25 سنتيمو إلا في نهاية الإدارتين الإسبانية والأمريكية.
أول عملة فلبينية مستقلة تقدر قيمتها بربع بيزو صدرت في عام 1958 بقيمة خمسة وعشرين سنتافو (اسم الوحدة الفرعية تحت الحكم الأمريكي). وكان وجه العملة المعدنية يحمل صورة امرأة بالقرب من بركان، مع كتابة الفئة باللغة الإنجليزية حول المحيط والسنة في الأسفل. وعلى الجانب الخلفي كان شعار النبالة للفلبين، محاطًا بنقش "البنك المركزي للفلبين". كان آخر إصدار لهذه العملة في عام 1966.

## تاريخ

### استقلال

#### المسلسلات الإنجليزية
في عام 1958، استؤنف سك العملة المعدنية من فئة السنتافو مع وجود شعار نبالة آخر على الوجه الآخر. غُير النقش حول شعار النبالة إلى "البنك المركزي للفلبين".

#### سلسلة الفلبينيين
في عام 1969، ظهرت اللغة التاغالوغية على العملة لأول مرة. كان وجه العملة المعدنية يحمل صورة خوان لونا، وهو رسام ونحات وناشط سياسي فلبيني في الثورة الفلبينية خلال أواخر القرن التاسع عشر، في صورة جانبية إلى اليسار. النقش الموجود حول الدرع على ظهره يقرأ "Republika ng Pilipinas".

#### سلسلة أنج باجونج ليبونان
سُكت عملة فضية ثانية تحمل صورة لونا في الفترة من 1975 إلى 1983. نُقل اسم الجمهورية إلى الوجه الأمامي. على الجانب الخلفي، اقرأ النقش "Ang Bagong Lipunan". تضمنت الإصدارات من عام 1979 إلى عام 1982 علامة دار سك العملة أسفل فئة 25 سنتافو.

#### سلسلة النباتات والحيوانات
من عام 1983 إلى عام 1994، صُدر عملة جديدة بلون الذهب مع وضع القمر في مواجهة اليمين في الجانب الجانبي، ونُقلت الفئة إلى الخلف مع التاريخ على الوجه الأمامي. كما ظهرت الفراشة الفلبينية ( <i id="mwKQ">Graphium idaeoides</i>) أيضًا على الوجه الأمامي.

#### سلسلة عملات BSP
صدرت العملة المعدنية بقيمة خمسة وعشرين سنتيمو من عام 1995 إلى عام 2003 من النحاس ومن عام 2004 إلى عام 2018 من الفولاذ المطلي بالنحاس، وتحمل اسم الجمهورية وتاريخ الإصدار والفئة النقدية على الوجه الأمامي. ظهر الجانب الخلفي بشعار 1993 الخاص بـ Bangko Sentral ng Pilipinas.

#### سلسلة عملات الجيل الجديد
صدرت في عام 2018 وسُكت من الفولاذ المطلي بالنيكل، تتميز العملة المعدنية بقيمة خمسة وعشرين سنتًا بتمثيل منمق للعلم الفلبيني والنجوم الثلاثة والشمس والفئة وسنة السك على الوجه الأمامي. يتميز الجانب الخلفي بوجود Katmon ( <i id="mwMQ">Dillenia philippinensis</i> ) والشعار الحالي لـ Bangko Sentral ng Pilipinas.

### تاريخ الإصدار
|            | المسلسلات الإنجليزية (1958–1967) | سلسلة الفلبينيين (1969–1974) | سلسلة أنج باجونج ليبونان (1975–1983) | سلسلة النباتات والحيوانات (1983–1990، 1991–1994) | سلسلة عملات BSP (1995–2017) | سلسلة عملات الجيل الجديد (2018–حتى الآن) |
| ---------- | -------------------------------- | ---------------------------- | ------------------------------------ | ------------------------------------------------ | --------------------------- | ---------------------------------------- |
| وجه العملة |                                  |                              |                                      |                                                  |                             |                                          |
| يعكس       |                                  |                              |                                      |                                                  |                             |                                          |

| سنين          | مادة                   | وزن (جرام) |
| ------------- | ---------------------- | ---------- |
| 1958–1967     | النيكل والنحاس         | 4.8        |
| 1967–1975     | النيكل والنحاس         | 4          |
| 1975–1983     | نحاس نيكل              | 4          |
| 1983–1991     | نحاس                   | 4          |
| 1991–1994     | نحاس                   | 2          |
| 1995–2004     | نحاس                   | 3          |
| 2004–2018     | الفولاذ المطلي بالنحاس | 3          |
| 2018–حتى الآن | الفولاذ المطلي بالنيكل | 3          |